# Nannocharax latifasciatus
Nannocharax latifasciatus är en fiskart som beskrevs av Eric Coenen och Teugels, 1989. Nannocharax latifasciatus ingår i släktet Nannocharax och familjen Distichodontidae. IUCN kategoriserar arten globalt som sårbar. Inga underarter finns listade i Catalogue of Life.